# Tarnoszyn
Tarnoszyn – wieś w Polsce położona w województwie lubelskim, w powiecie tomaszowskim, w gminie Ulhówek.
Wieś jest sołectwem w gminie Ulhówek. Według Narodowego Spisu Powszechnego z roku 2011 wieś liczyła 465 mieszkańców.
| SIMC    | Nazwa      | Rodzaj    |
| ------- | ---------- | --------- |
| 0904629 | Przymiarki | część wsi |
| 0904635 | Turyna     | część wsi |

Wieś powstała na terenach Księstwa Bełzkiego w XIV w. Pierwsza wzmianka pochodzi z 1388 r. Drewniany kościół pw. św. Stanisława zbudowano w 1890 r., a szkołę w 1896 r. Wśród mieszkańców przeważali Polacy, ok. 20% stanowili Ukraińcy. 
W II Rzeczypospolitej wieś w powiecie rawski województwa lwowskiego. W nocy z 17 na 18 marca 1944 r. nacjonaliści ukraińscy z OUN-UPA dokonali napadu na wieś, mordując 140 Polaków, w tym 21 z wsi Ulhówek, którzy tutaj się schronili. Spalili też kościół i plebanię oraz większość gospodarstw.
W 1985 r. w centrum wsi stanął pomnik upamiętniający mieszkańców pomordowanych przez UPA, pod który co roku w rocznicę wymordowania wsi odbywają się uroczystości patriotyczno-religijne. 
Do 1951 roku istniała gmina Tarnoszyn z siedzibą w Uhnowie. W latach 1975–1998 miejscowość administracyjnie należała do województwa zamojskiego.
Na południe, wschód i zachód od wsi znajdują się trzy enklawy obszaru Natura 2000 Tarnoszyn.

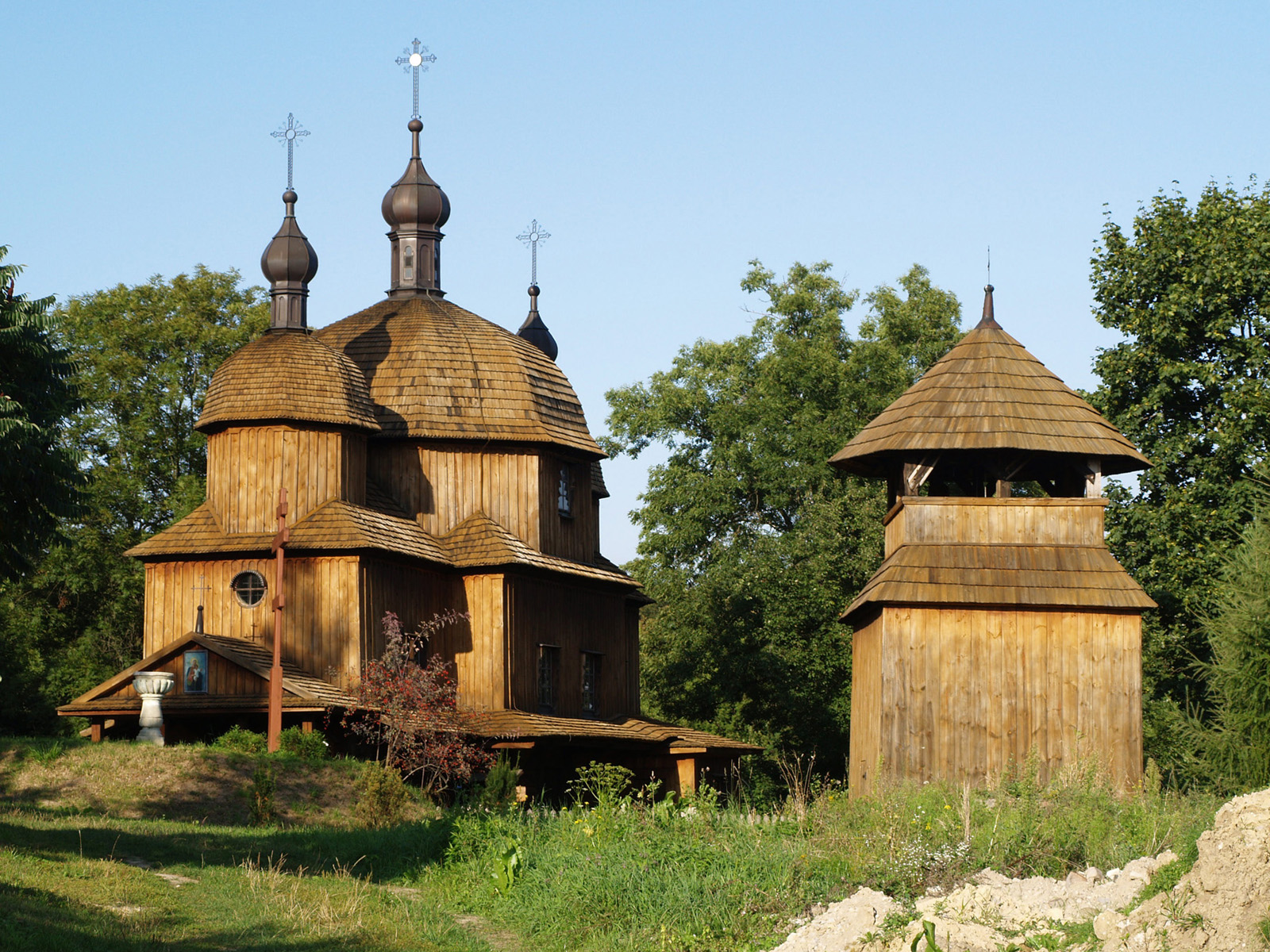
Cerkiew z Tarnoszyna przeniesiona do Muzeum Wsi Lubelskiej w Lublinie

Wieś jest siedzibą rzymskokatolickiej parafii św. Stanisława w Tarnoszynie. W Tarnoszynie znajduje się murowany kościół pw. św. Stanisława, wybudowany w latach 1959–1962 według projektu Czesława Gawdorka. W kościele znajduje się słynący łaskami obraz Matki Boskiej Bełskiej z połowy XIX w., będący kopią obrazu jasnogórskiego. W świątyni znajduje się także zabytkowe wyposażenie, m.in. barokowa chrzcielnica i krucyfiks. 